# Ústí nad Labem jih
Ústí nad Labem jih je jedním z obvodů železniční stanice Ústí nad Labem hlavní nádraží a někdejší výhybna, která se nachází v km 515,992 dvoukolejné trati Praha–Děčín mezi stanicí Prackovice nad Labem a osobním nádražím stanice Ústí nad Labem hlavní nádraží. Z obvodu odbočuje dvoukolejná spojka do stanice Ústí nad Labem západ. Ústí nad Labem jih se nachází u Pražské ulice v jižní části města Ústí nad Labem na levém břehu Labe.

## Historie
Výhybna Ústí nad Labem jih byla postavena v letech po skončení 2. světové války společně se spojkou do Ústí nad Labem západ, na které byl postaven tunel Pod Větruší. Provoz výhybny a spojky byl zahájen v roce 1949. V roce 2008 byla dokončena modernizace průjezdu uzlem Ústí nad Labem. V rámci této stavby ztratila výhybna statut samostatné dopravny, neboť byla začleněna do stanice Ústí nad Labem hlavní nádraží a stala se jedním z jejich tří obvodů (dalšími jsou osobní nádraží a sever).

## Popis odbočky

### Před začleněním do hlavního nádraží
Výhybna byla vybavena reléovým zabezpečovacím zařízením (RZZ) AŽD 71, které ovládal výpravčí z ústředního stavědla v km 515,992. Ve výhybně byly celkem čtyři průběžné dopravní (označeny ve směru od stavědla č. 4, 2, 1 a 3) a jedna průběžná manipulační kolej (č. 6). Do prackovického zhlaví byla napojena vlečka ČSDL a SČE, do kusé koleje na ústeckém zhlaví pak vlečka Japexa.
Všechna návěstidla byla světelná. Vjezdová návěstidla 1L a 2L od Prackovic byla umístěna v km 514,540. Vjezdová návěstidla od hlavního nádraží (S, 2S) i západu (ZS, 2ZS) byla umístěna na společné lávce v km 516,273. Na stejné lávce byla umístěna i vjezdová návěstidla pro opačný směr do stanice Ústí nad Labem hlavní nádraží. Na lávce byla umístěna i odjezdová návěstidla ze 4., 2. a 1. koleje směr Prackovice.
Celkem bylo ve výhybně 23 výhybek zapojených do RZZ, všechny byly vybaveny elektromotorickým přestaveníkem a přestavovány byly výpravčím z ústředního stavědla.
Jízdy vlaků mezi výhybnou a Prackovicemi nad Labem byly zabezpečeny pomocí univerzálního automatického bloku, ve směru z/do Ústí nad Labem západ pak automatickým hradlem, mezi jihem a hlavním nádražím byl instalován traťový souhlas integrovaný do staničního zabezpečovacího zařízení.

### Po začlenění do hlavního nádraží
Po modernizaci tratě dokončené v roce 2008 je obvod (už nikoli samostatná výhybna) vybaven elektronickým stavědlem ESA 11. To je dálkově ovládáno výpravčím z dopravní kanceláře Ústí nad Labem sever pomocí rozhraní JOP.
Konfigurace kolejiště nedoznala oproti předchozímu stavu výraznějších změn, došlo však k přečíslování kolejí (dopravní koleje jsou nově označeny 104, 102, 101 a 103), dřívější manipulační kolej č. 6 byla zlikvidována. V roce 2020 už je někdejší vlečka Japexa neprovozovaná se zákazem vjezdu drážních vozidel.
Vjezdová návěstidla 1L a 2L jsou ve stejné poloze jako v minulosti. Mírně posunuta (do km 516,281) byla návěstní lávka na opačném zhlaví, ve směru od osobního nádraží jsou však na ní cestová návěstidla (Sc911, Sc912), návěstidla od západu jsou nově označena 1ZS a 2ZS, návěstidla pro opačný směr na ní již nejsou.
Zabezpečení jízdy vlaků v přilehlých traťových úsecích zůstalo beze změn (tj. automatický blok do Prackovic, automatické hradlo bez oddílových návěstidel do západu). V případě jízd mezi jihem a osobním nádražím už se nejedná o jízdy po traťové koleji.